# Roger Walkowiak
Roger Walkowiak (Montluçon, 2 maart 1927 – Vichy, 6 februari 2017) was een Franse wielrenner van Poolse afkomst. Hij was professioneel wielrenner van 1949 tot 1960 en behaalde in totaal twintig wegzeges.

## Loopbaan
Roger Walkowiak was de verrassende winnaar van de Ronde van Frankrijk van 1956. Geheel onbekend was hij niet; zo was hij in 1952 tweede in de Tour de l'Ouest, in 1953 tweede in Parijs-Nice en tweede in 1955 in de Dauphiné Liberé. Hij maakte deel uit van het regionale (Nord-Est-Centre) Franse team. Hij moest in 1956 op het laatste moment Gilbert Bauvin vervangen, die naar het Nationale Franse (elite) team was gepromoveerd.
De favorieten voor dat jaar waren, bij afwezigheid van Louison Bobet en Jean Robic, rijders als Charly Gaul, Federico Bahamontes, Stan Ockers, Gastone Nencini en Jean Brankart. Deze letten vooral op elkaar, en niet op renners als Walkowiak. Zo kon Walkowiak in de vlakke 7e etappe in Bretagne, samen met een groep van 31 minder belangrijke renners, 18 minuten voorsprong nemen. Perini won de etappe maar Walkowiak kon de gele trui aantrekken.
In de Pyreneeën konden de toprijders geen voorsprong nemen. Weliswaar verloor Walkowiak de trui weer, echter niet aan een van de favorieten, maar aan achtereenvolgens Gerrit Voorting, (sprinter!) André Darrigade, Jean Adriaensens en Wout Wagtmans. In de 18e etappe en laatste Alpenrit viel Walkowiak aan, samen met Gaul en Ockers. Na enige tijd moest Walkowiak de andere twee laten gaan, maar hij zakte de rest van de etappe niet in, reed geruime tijd alleen en kwam uiteindelijk samen met een groep gerenommeerde klimmers aan. Hij had 8 minuten verloren op Gaul, maar ook 8 minuten gewonnen op Wagtmans. Alles bij elkaar bleek dat voldoende te zijn om opnieuw leider in het algemeen klassement te worden. In de volgende ritten kwam zijn positie niet meer in gevaar en won hij met 1 minuut voorsprong op Gilbert Bauvin, die hij had vervangen in de regionale ploeg. Walkowiak won deze Tour zonder een etappezege te behalen, wat veel commentaar opleverde in de pers.

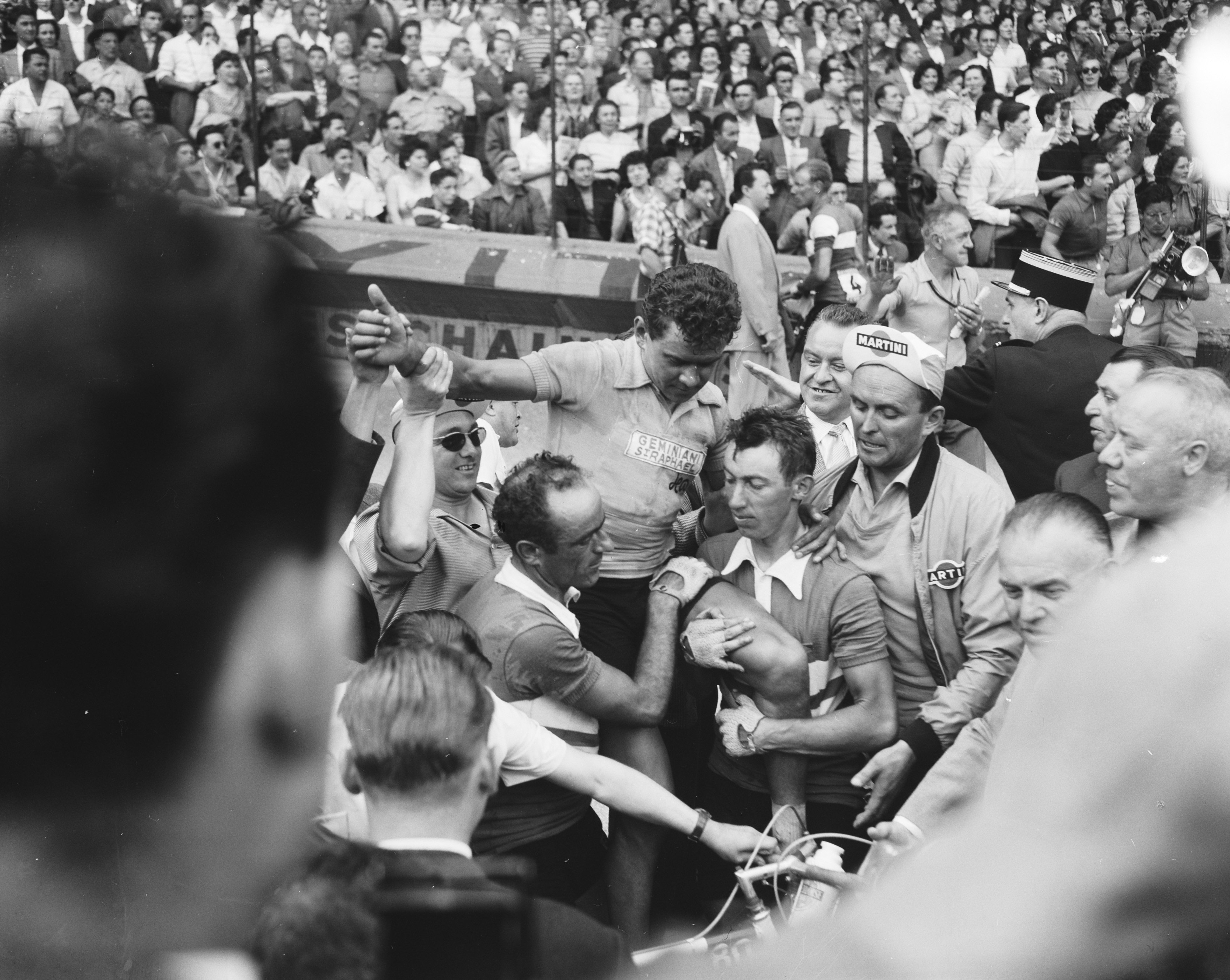
Walkowiak winnaar van de Tour de France in 1956

In de Ronde van Frankrijk 1957 wilde Walkowiak laten zien dat zijn overwinning geen toeval geweest was. Hij werd echter ziek, en moest opgeven. In 1958 startte hij nogmaals, maar werd slechts 75e. In 1960 stopte hij met professioneel wielrennen en opende een benzinepompstation dat hij naderhand van de hand deed; daarna werd hij arbeider in een autofabriek.
Nog steeds wordt er door wielervolgers van een 'Walkowiakje' gesproken wanneer een lange ontsnapping het klassement van een etappekoers op zijn kop zet. Walkowiak kon het nooit verkroppen dat zijn tourzege als een toevalstreffer werd gezien.

## Overlijden
Walkowiak was, sinds het overlijden van Ferdy Kübler in 2016, de oudste nog levende Tourwinnaar. Hij overleed ruim een maand na Kübler, op 6 februari 2017. De titel van de oudste nog levende Tourwinnaar liet hij aan de 88-jarige Spanjaard Federico Bahamontes, die La Grande Boucle in 1959 op zijn naam schreef.

## Belangrijkste overwinningen en ereplaatsen
1949
- Kampioenschap Auvergne

1952
- 6e etappe Tour de L'Ouest
- 2e eindklassement Tour de L'Ouest

1953
- 3e eindklassement Parijs-Nice

1955
- 2e eindklassement Dauphiné Libéré

1956
- 1e eindklassement Ronde van Frankrijk
- 13e etappe Deel B Ronde van Spanje

1957
- 8e etappe Ronde van Spanje

1958
- 3e eindklassement Circuit du Provencal

1960
- 3e eindklassement Tour de L'Aude

## Resultaten in voornaamste wedstrijden
| Jaar | Ronde van Italië | Ronde van Frankrijk | Ronde van Spanje |
| ---- | ---------------- | ------------------- | ---------------- |
| 1951 |                  | 57e                 |                  |
| 1953 |                  | 47e                 |                  |
| 1955 |                  | opgave              |                  |
| 1956 |                  | ↑                   | opgave (1)       |
| 1957 |                  | opgave              | 15e (1)          |
| 1958 |                  | 75e                 |                  |

| Jaar | Milaan-San Remo | Gent-Wevelgem | Luik-Bast.‑Luik | Waalse Pijl |  | Wereldranglijsten |
| ---- | --------------- | ------------- | --------------- | ----------- |  | ----------------- |
| 1951 |                 |               |                 |             |  |                   |
| 1953 | 8e              |               |                 |             |  |                   |
| 1955 |                 |               | 26e             | 42e         |  |                   |
| 1956 |                 |               |                 |             |  | 10e (CDC)         |
| 1957 | 74e             | 44e           |                 |             |  |                   |
| 1958 |                 |               |                 |             |  |                   |